# 石田祝稔
石田 祝稔（いしだ のりとし、1951年9月1日 - ）は、日本の政治家。公明党アドバイザー。
衆議院議員（8期）、衆議院経済産業委員長、厚生労働副大臣（第1次安倍内閣）、農林水産副大臣（福田康夫改造内閣・麻生内閣）、公明党政務調査会長、公明党副代表、衆議院総務委員長などを歴任した。

## 来歴
高知県高知市生まれ。

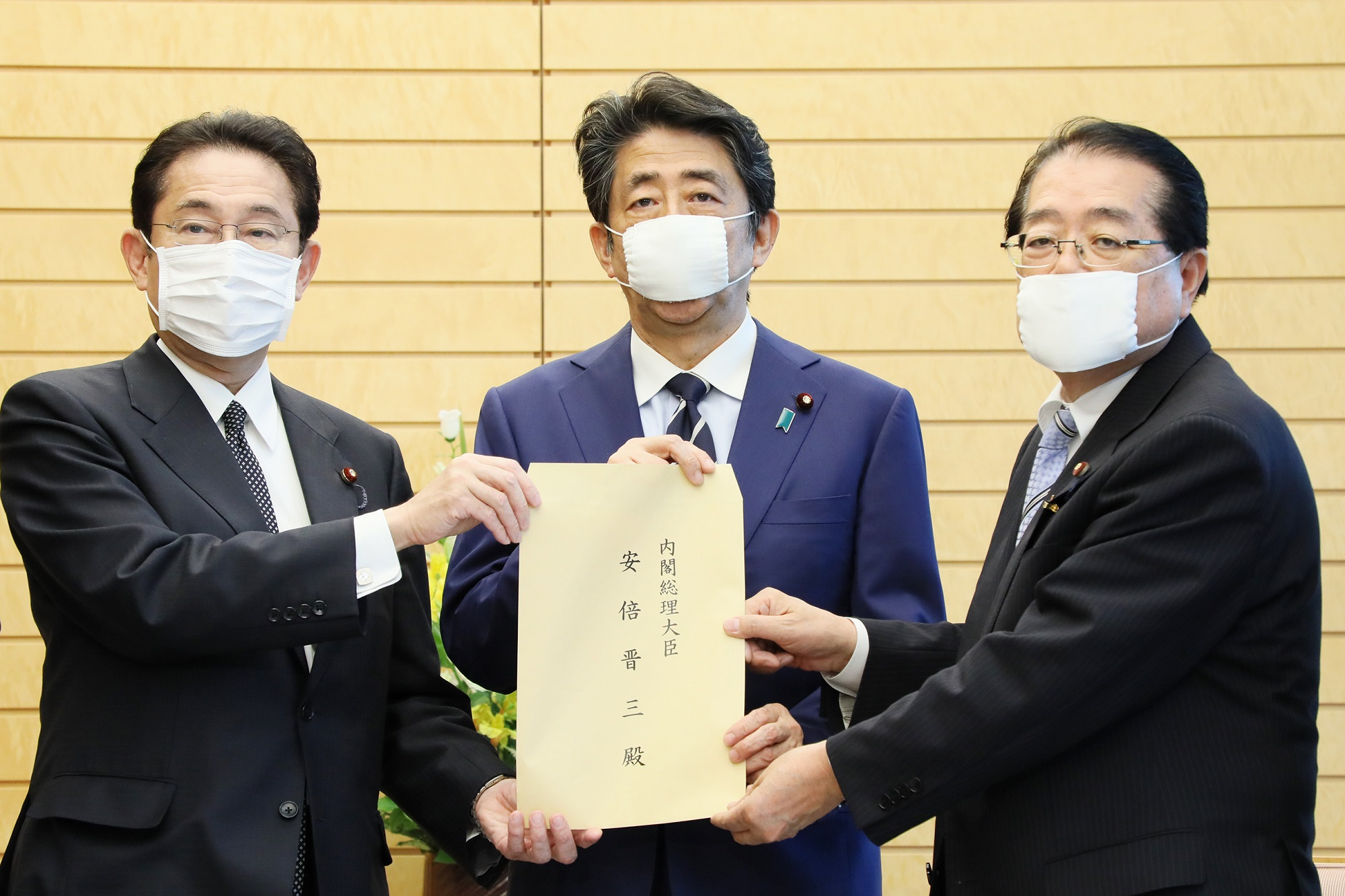
安倍晋三、岸田文雄と（2020年5月）

1970年、高知県立高知追手前高等学校を卒業し、電気通信大学に入学するが、1971年に中退した。
その後、1971年に創立された創価大学文学部社会学科に入学し、1975年に卒業した。
1978年、創価大学大学院文学研究科修士課程を修了した。
1979年、東京都庁に入庁した。
1990年、第39回衆議院議員総選挙に公明党公認で高知県全県区（定数5）から出馬し、得票数4位で初当選した。
1993年の第40回衆議院議員総選挙では、得票数3位で再選された。
1994年、公明党の解党にともない、公明新党を経て新進党に合流した。  
1996年の第41回衆議院議員総選挙では、新進党公認で高知1区から出馬した。この総選挙では、高知1区で自由民主党が候補者を擁立せず、日本共産党の山原健二郎、旧民主党の五島正規、石田の3人を中心に議席を争い、山原が当選した。五島は比例復活したが、重複立候補していなかった石田は落選した（新進党は一部の候補を除き、重複立候補を認めていなかった）。
1997年の新進党解党により、新党平和を経て公明党の再結成に参加した。2000年の第42回衆議院議員総選挙に公明党公認で高知1区から出馬したが、自民党の福井照、民主党の五島に敗れ、再び落選した（五島は比例復活）。
2003年、第43回衆議院議員総選挙に公明党公認で比例四国ブロックから出馬し、7年ぶりに国政に復帰した。
2006年、衆議院経済産業委員長に就任した。同年9月、第1次安倍内閣で厚生労働副大臣に任命された。
2008年、福田康夫改造内閣で農林水産副大臣に任命され、麻生内閣まで務める。
2014年9月、新設された公明党中央幹事会において会長代理に起用された。
2015年10月、石井啓一の国土交通大臣就任にともない、石井の後任の政務調査会長に起用された。
2020年9月、政調会長を退任し、公明党副代表に就任した。10月、衆議院総務委員長に就任した。
2021年10月14日、衆議院解散に当たり、前代表の太田昭宏ら6人とともに政界引退を表明し、公明党アドバイザーに就任した。

## 政策・主張
- 選択的夫婦別姓制度導入に賛同[3]。

## 選挙歴
| 当落 | 選挙                   | 執行日         | 年齢 | 選挙区       | 政党   | 得票数    | 得票率 | 定数 | 得票順位 /候補者数 | 政党内比例順位 /政党当選者数 |
| ---- | ---------------------- | -------------- | ---- | ------------ | ------ | --------- | ------ | ---- | ------------------ | ---------------------------- |
| 当   | 第39回衆議院議員総選挙 | 1990年02月18日 | 38   | 高知県全県区 | 公明党 | 5万6581票 | 11.67% | 5    | 4/11               | /                            |
| 当   | 第40回衆議院議員総選挙 | 1993年07月18日 | 41   | 高知県全県区 | 公明党 | 6万1683票 | 13.94% | 5    | 3/9                | /                            |
| 落   | 第41回衆議院議員総選挙 | 1996年10月20日 | 45   | 高知1区      | 新進党 | 3万281票  | 25.80% | 1    | 3/5                | /                            |
| 落   | 第42回衆議院議員総選挙 | 2000年06月25日 | 48   | 高知1区      | 公明党 | 3万2687票 | 24.84% | 1    | 3/4                | /                            |
| 当   | 第43回衆議院議員総選挙 | 2003年11月09日 | 52   | 比例四国     | 公明党 |           |        | 6    | /                  | 1/1                          |
| 当   | 第44回衆議院議員総選挙 | 2005年09月11日 | 54   | 比例四国     | 公明党 |           |        | 6    | /                  | 1/1                          |
| 当   | 第45回衆議院議員総選挙 | 2009年08月30日 | 57   | 比例四国     | 公明党 |           |        | 6    | /                  | 1/1                          |
| 当   | 第46回衆議院議員総選挙 | 2012年12月16日 | 61   | 比例四国     | 公明党 |           |        | 6    | /                  | 1/1                          |
| 当   | 第47回衆議院議員総選挙 | 2014年12月14日 | 63   | 比例四国     | 公明党 |           |        | 6    | /                  | 1/1                          |
| 当   | 第48回衆議院議員総選挙 | 2017年10月22日 | 66   | 比例四国     | 公明党 |           |        | 6    | /                  | 1/1                          |

## 所属団体・議員連盟
- 北京オリンピックを支援する議員の会
- 天皇陛下御即位二十年奉祝国会議員連盟（常任幹事）